# Isognathus
Isognathus is een geslacht van vlinders uit de onderfamilie Macroglossinae en de familie van de pijlstaarten (Sphingidae).

## Soorten
- I. allamandae Clark, 1920
- I. australis Clark, 1917
- I. caricae (Linnaeus, 1758)
- I. congratulans Grote, 1867
- I. excelsior (Boisduval, 1875)
- I. leachii (Swainson, 1823)
- I. menechus (Boisduval, 1875)
- I. mossi Clark, 1919
- I. occidentalis Clark, 1929
- I. rimosa (Grote, 1865)
- I. scyron (Cramer, 1780)
- I. swainsonii Felder & Felder, 1862
- I. tepuyensis Lichy, 1962
- I. zebra Clark, 1923

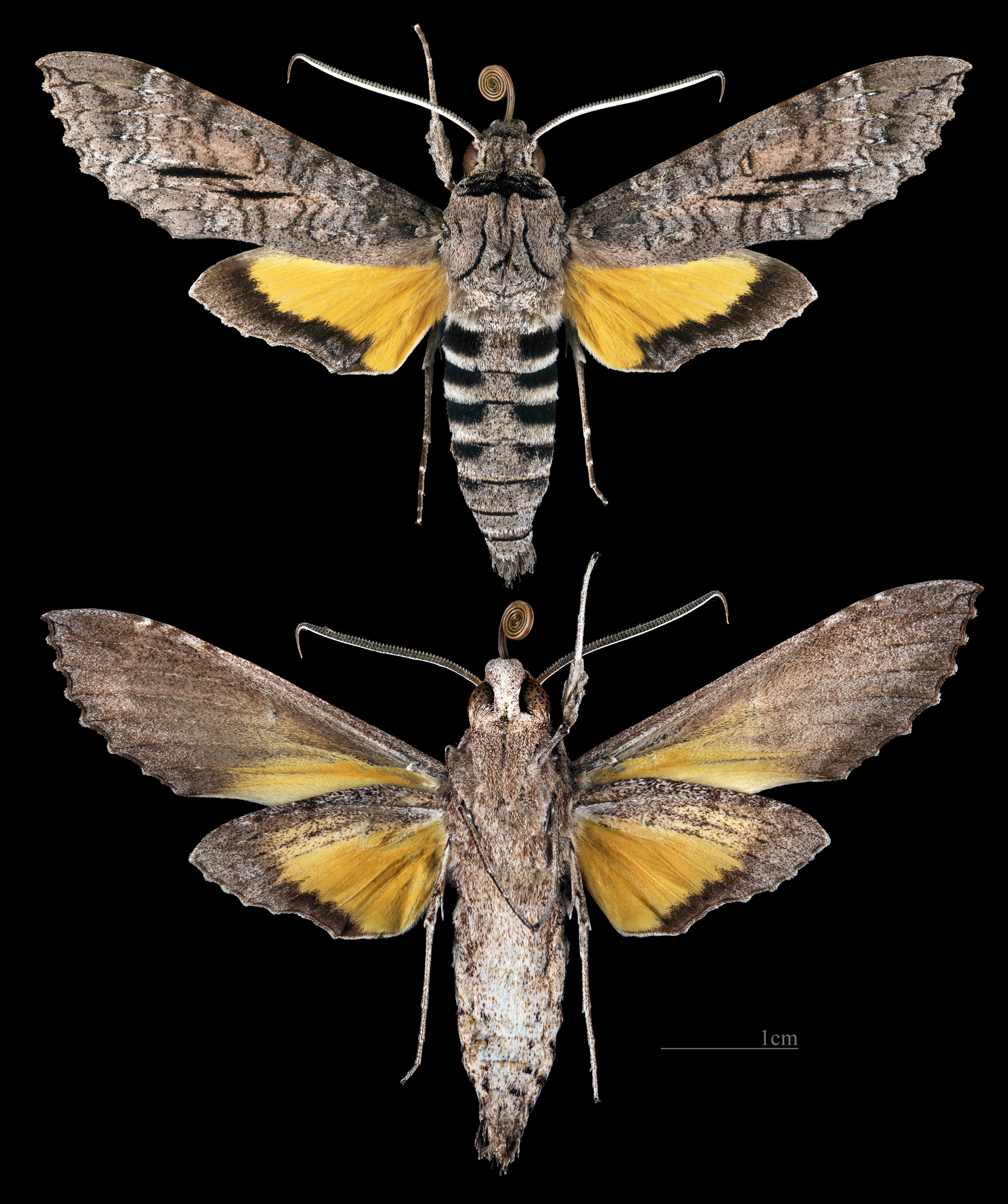
Isognathus allamandae
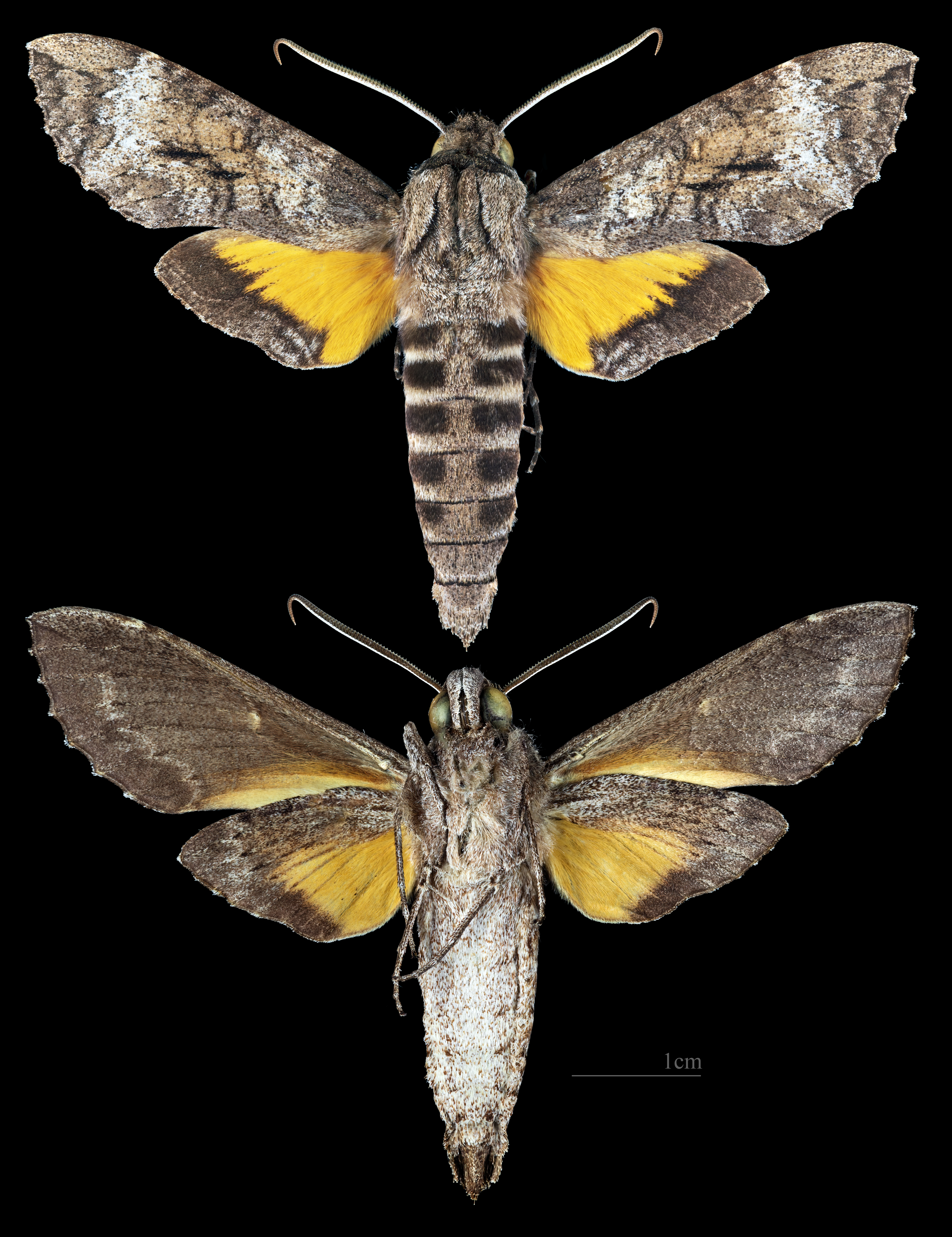
Isognathus australis
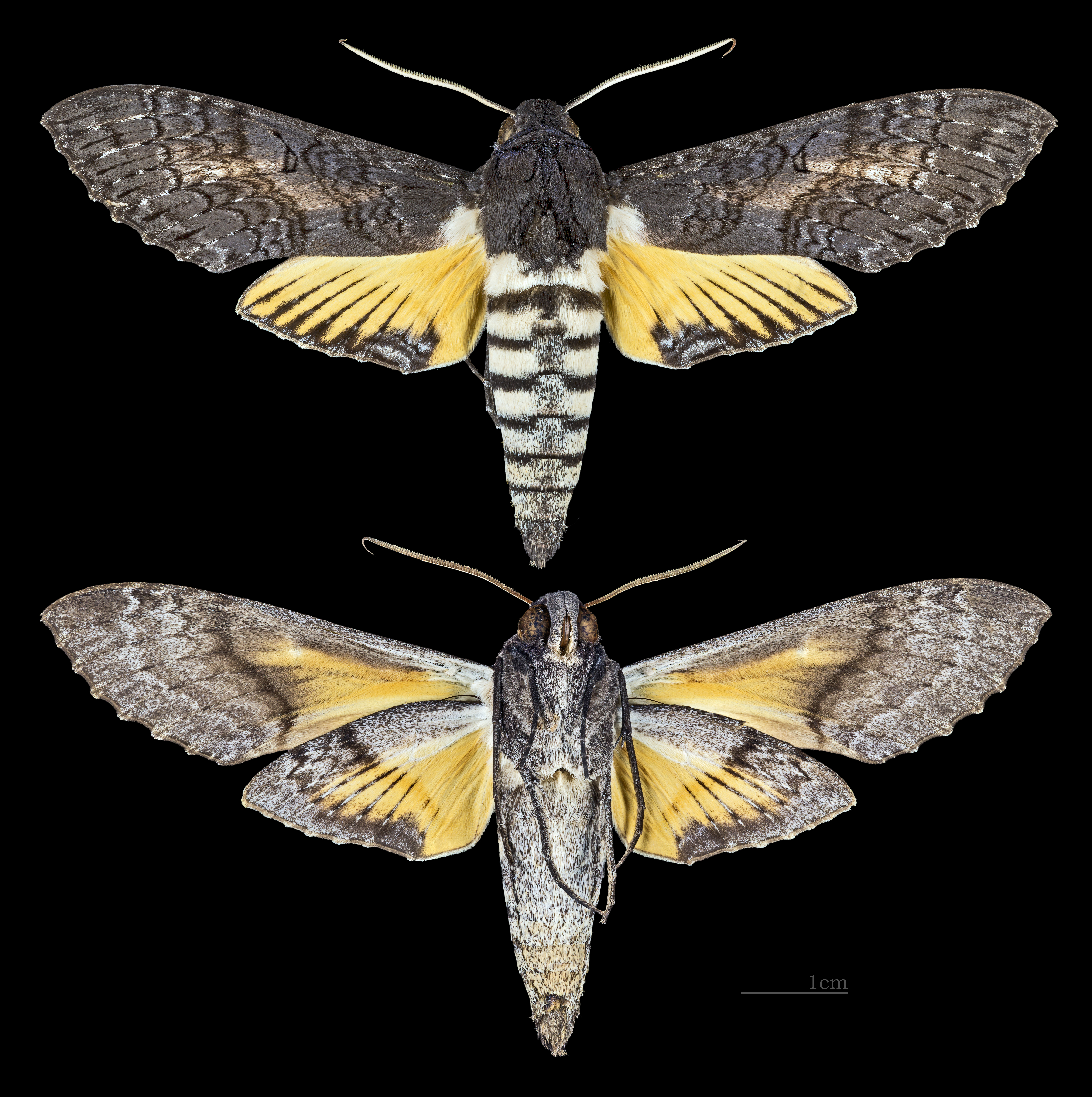
Isognathus caricae
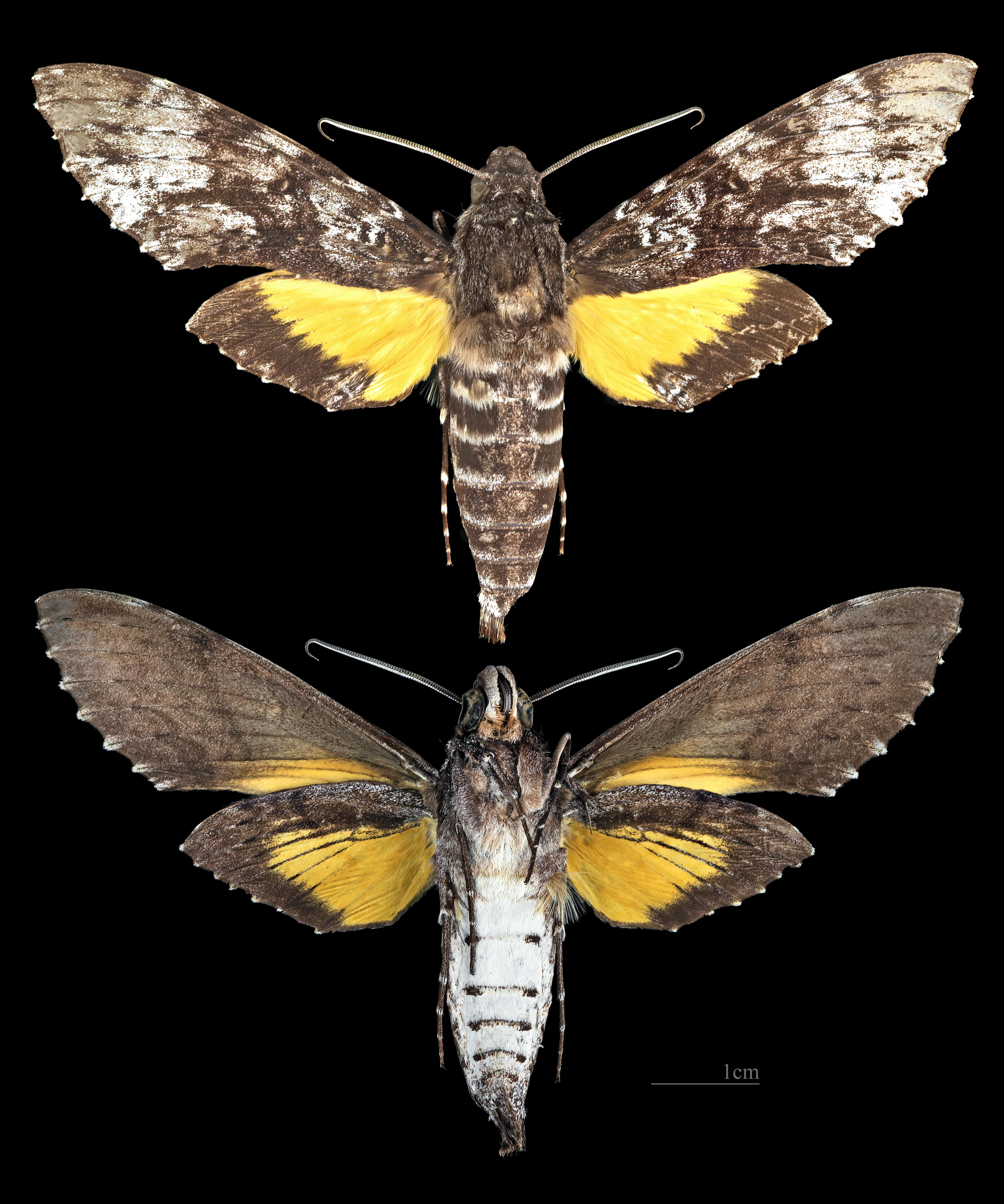
Isognathus excelsior
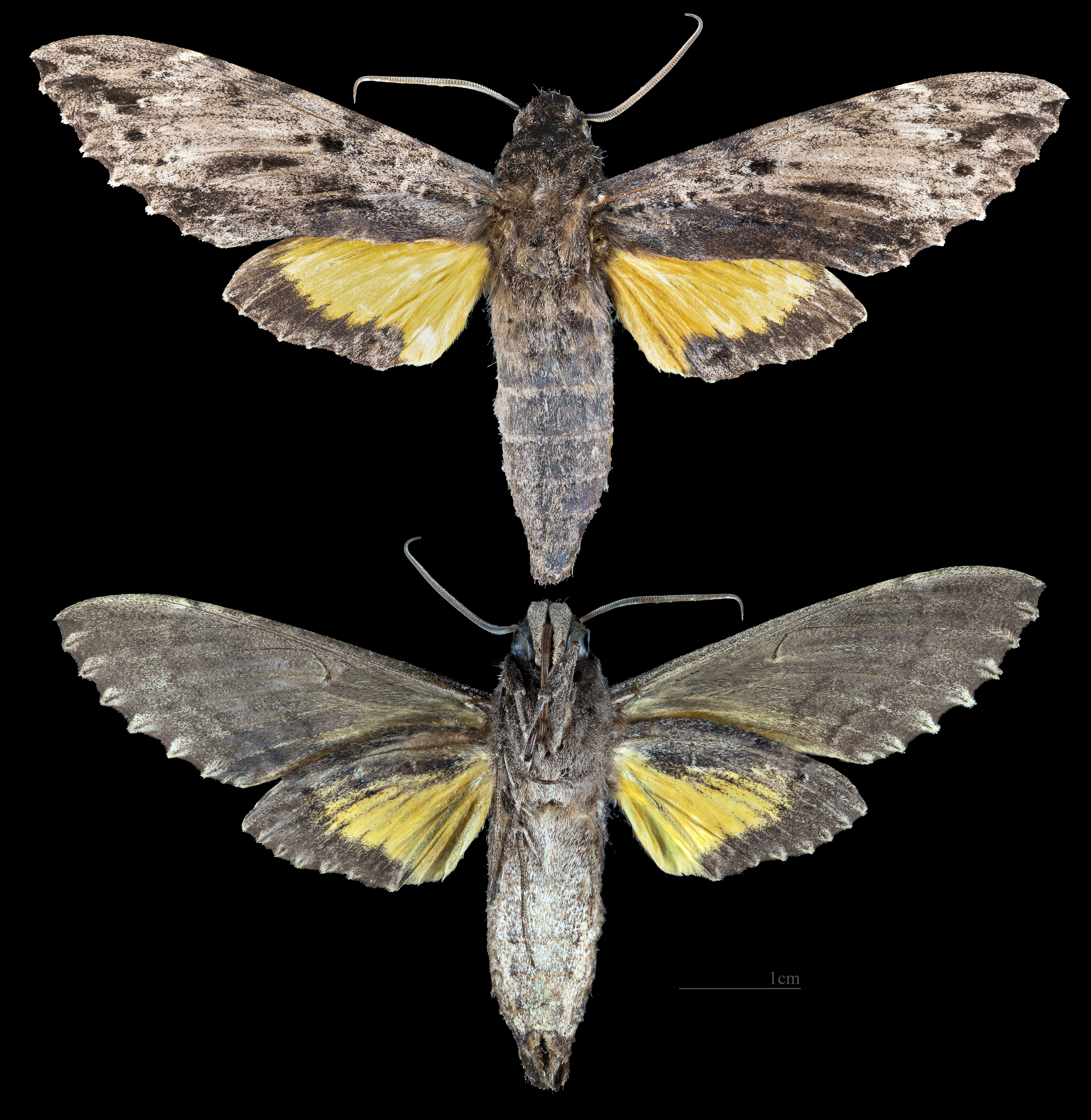
Isognathus leachii
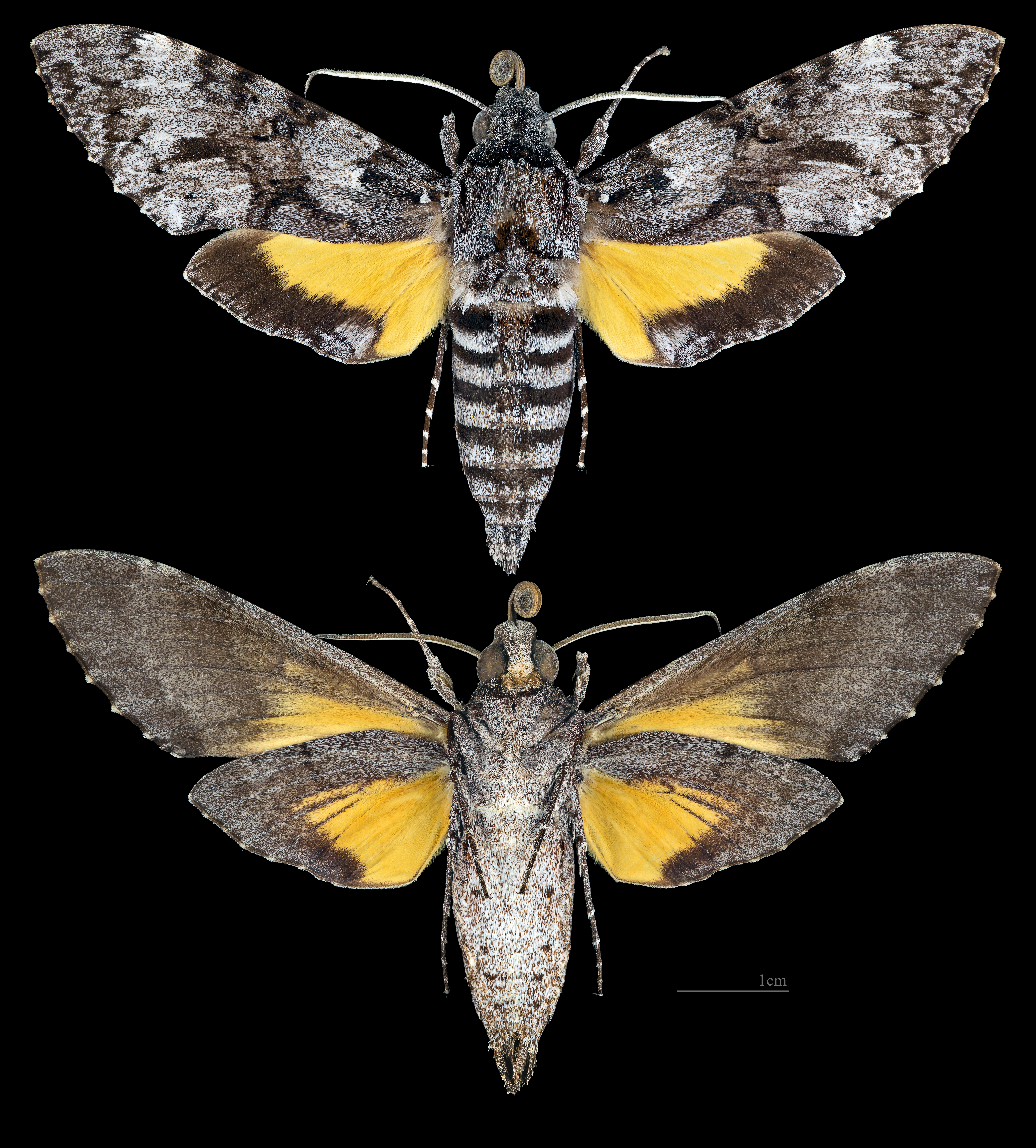
Isognathus menechus
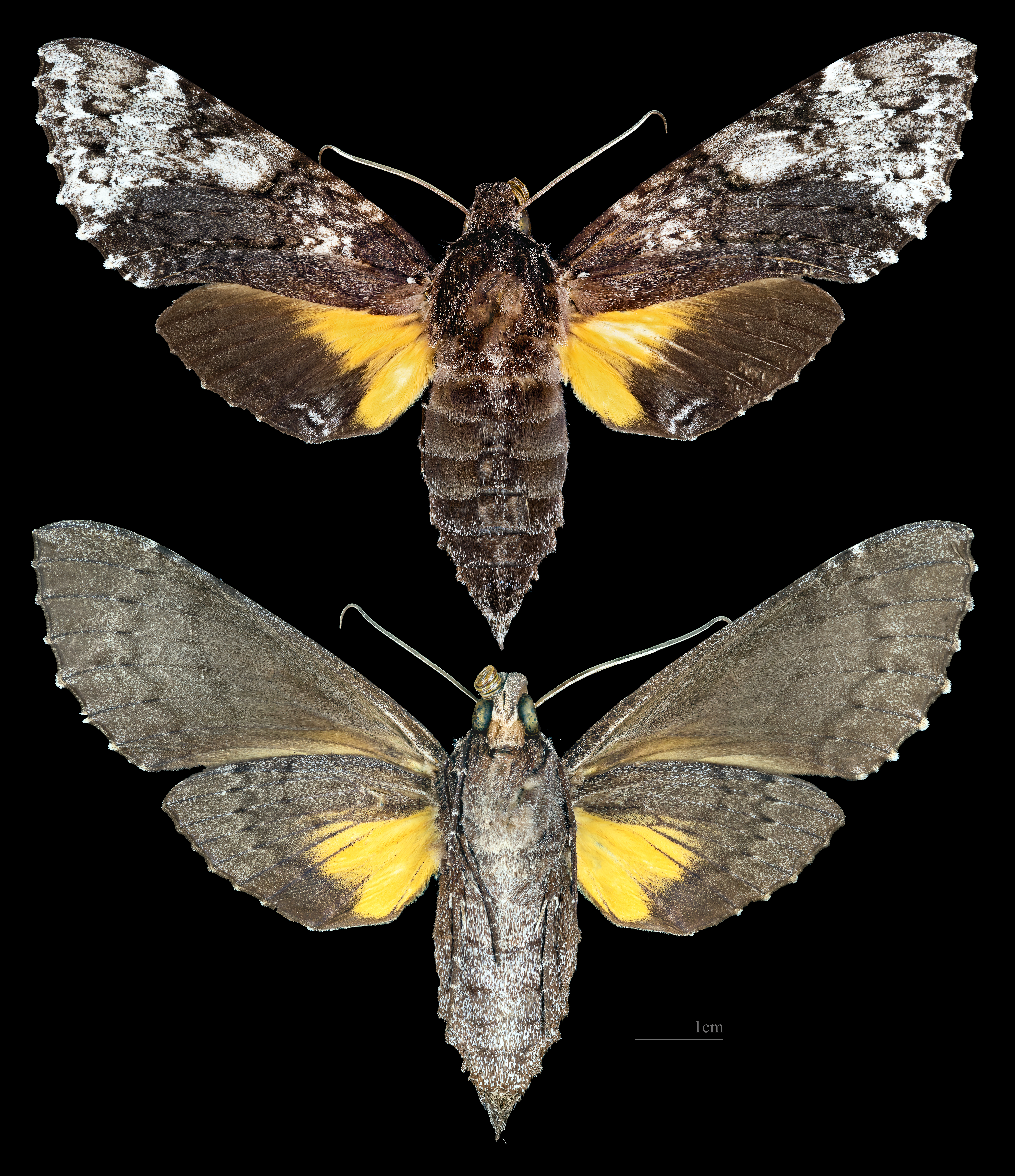
Isognathus occidentalis
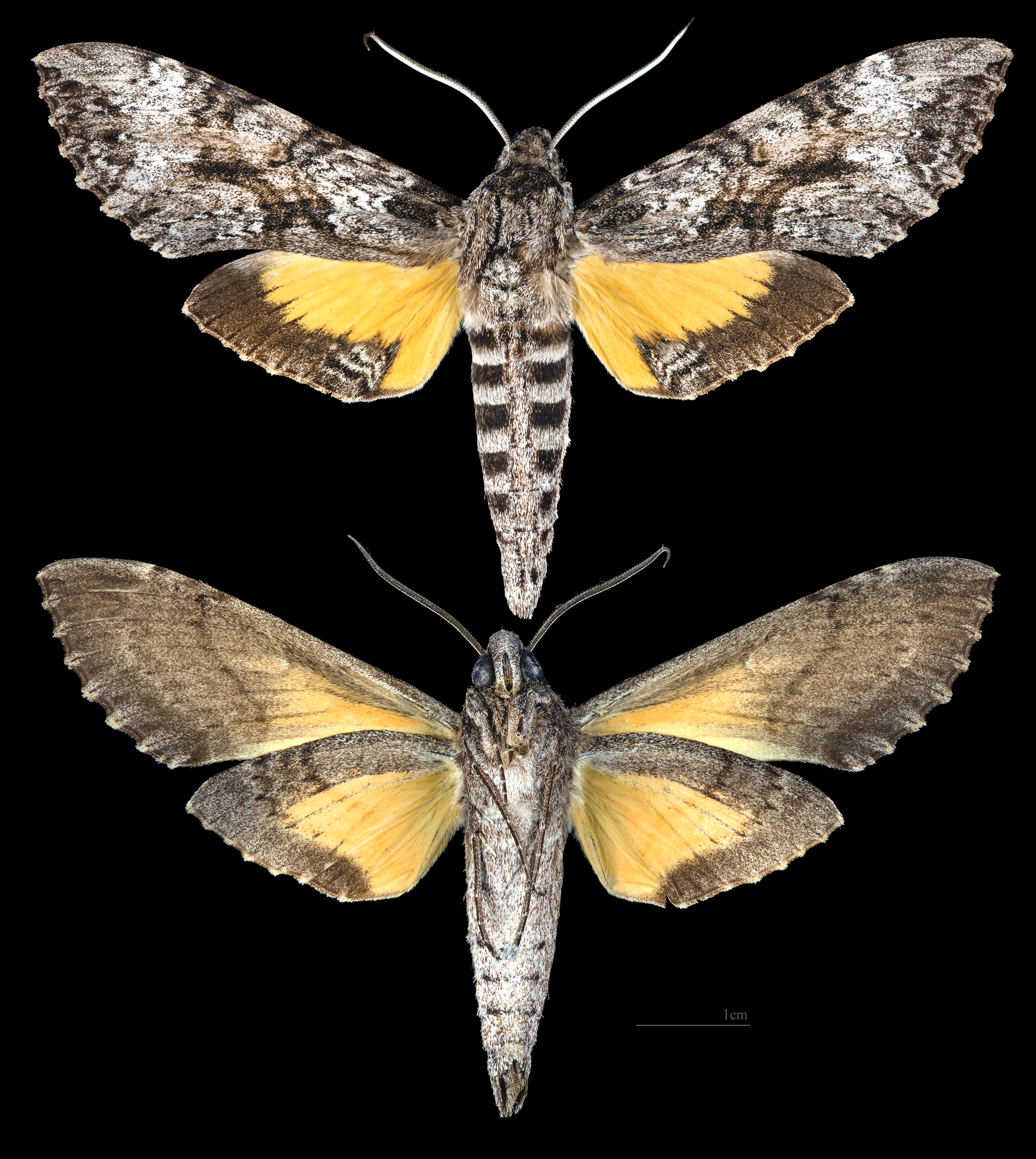
Isognathus rimosa
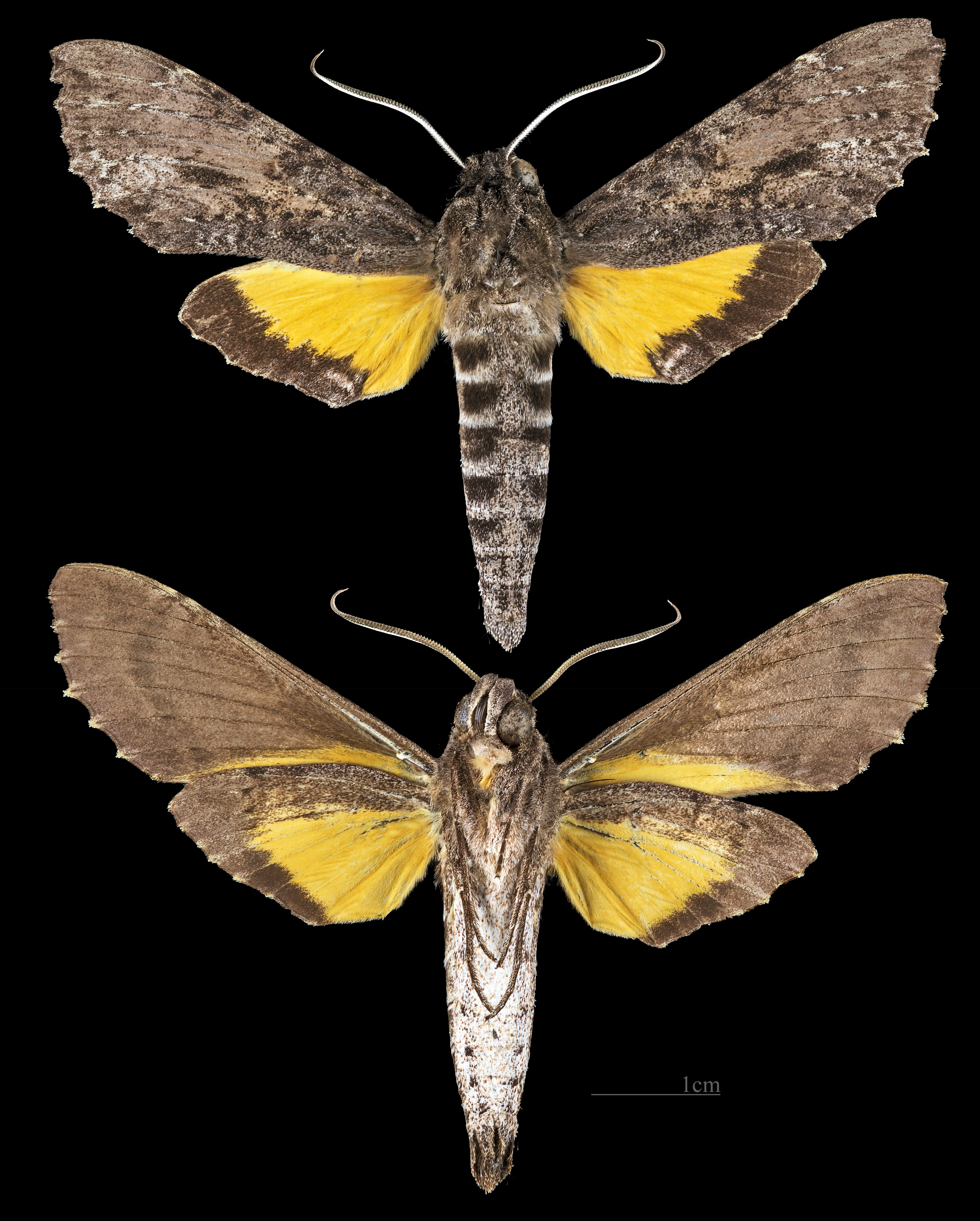
Isognathus scyron
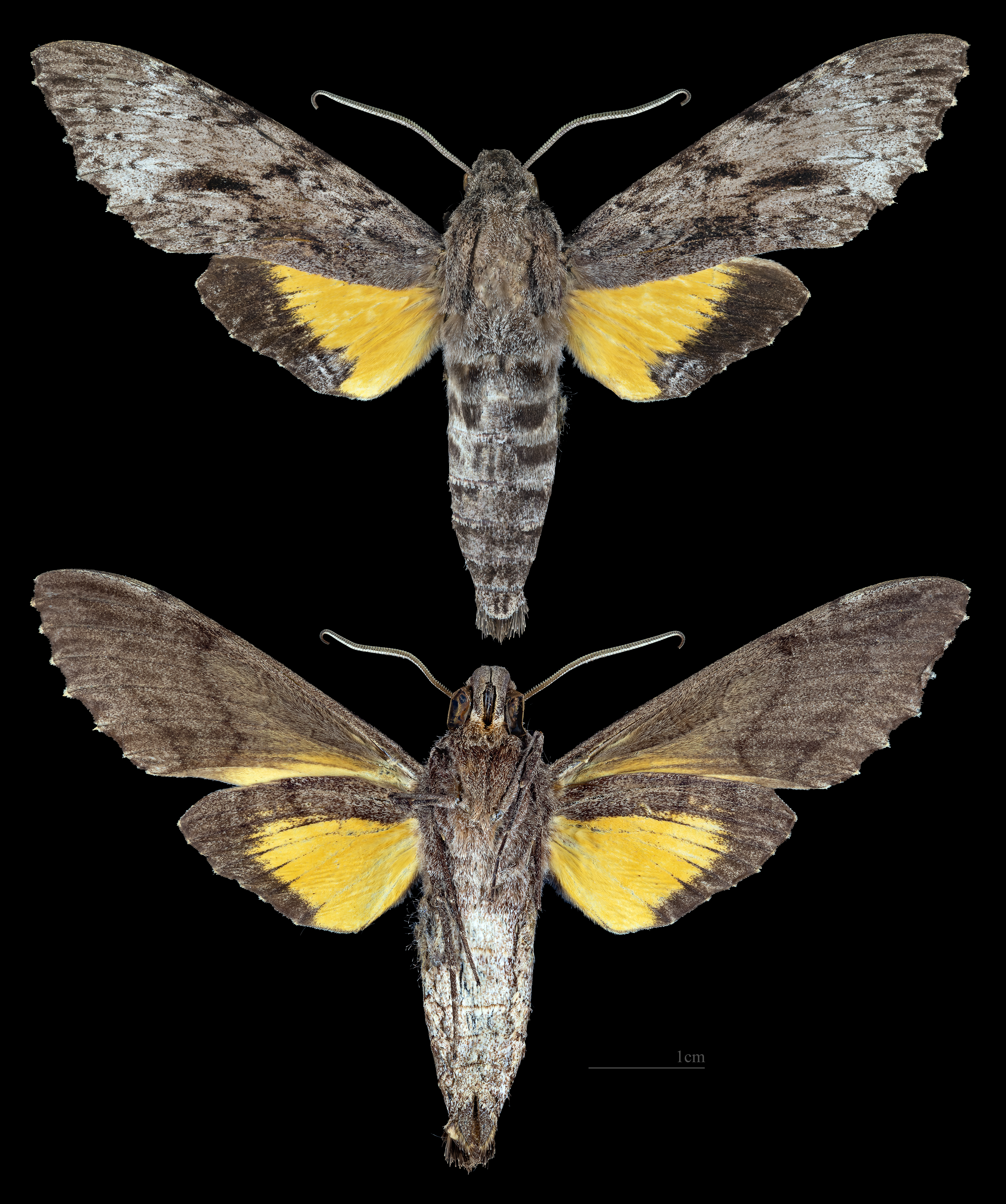
Isognathus swainsonii